# Marjolein Sligte
Marjolein Sligte (Amsterdam, 15 oktober 1954) is een Nederlands actrice. Ze speelde vaak samen met Piet Bambergen. Sligte trad op in televisieseries en kluchten en had bijrollen in films.

## Film & TV
- De Boezemvriend - (1981)
- Een maand later - (1987)
- Honneponnetje - (1988)
- Medisch Centrum West - Katrien Wolverton (1988)
- Spijkerhoek - Loes Kroon-Brandsen (1991, 1992)
- Tax Free - Annie (1992-1993), Comedyserie
- De Zeemeerman - Wilma (1996)
- Doei - aflev. Busje (2001) tv serie
- The Discovery of Heaven (De ontdekking van de hemel, film naar het gelijknamige boek) (2001) - Selma Kern

## Theater
- De Nieuwe André van Duin Revue: Pretfabriek (1990-1991) - leading lady
- Oliver! (1999-2000) - Weduwe Corney